# Arthur Butler (Fußballspieler)
Arthur Butler (* 30. Mai 1892 in Norton; † 10. Februar 1975) war ein englischer Fußballspieler.

## Karriere
Butler entstammte einer fußballaffinen Familie, seine Brüder Reuben und Ernie Butler spielten ebenfalls in der Football League. Arthur wurde gemeinsam mit einem weiteren Bruder, Stanley, im August 1921 von Cecil Potter auf Amateurbasis zu Hartlepools United geholt, das Team stand vor seiner ersten Saison in der neu gegründeten Football League Third Division North. Als Mittelstürmer kam er zunächst im Reserveteam in der Palatine League zum Einsatz, in dem er sich bis Ende September für 7 der ersten 12 Saisontore verantwortlich zeigte. Daneben war es ihm als Amateur auch möglich für weitere Klubs zu spielen, so erzielte er in der Woche vor seinem Football-League-Debüt auch für seinen Heimatklub Stillington zwei Treffer im Durham Senior Cup. Nach einer Verletzung von Jimmy Lister, Mittelstürmer der ersten Mannschaft, rückte Butler Ende September 1921 für ein Heimspiel gegen Stockport County in das Aufgebot. Die Partie endete aber wie sein zweiter und letzter Einsatz gegen Grimsby Town drei Wochen später – dieses Mal als Halbstürmer anstelle von Laurie Kessler – mit einem torlosen Unentschieden. Im Anschluss an seine Zeit bei Hartlepools soll er auch noch für den FC Stockton aktiv gewesen sein.